# La Feuillie (Sena Marítimo)
 La Feuillie  es una comuna y población de Francia, en la región de Alta Normandía, departamento de Sena Marítimo, en el distrito de Dieppe y cantón de Argueil.
Está integrada en la Communauté de communes des Monts de l'Andelle, de la cual es la mayor población.

## Demografía
Su población en el censo de 2007 era de 1 207 habitantes, la mayor del cantón.
| 2 400 | 2 510 | 2 501 | 2 284 | 2 100 | 2 097 | 1 968 | 1 959 | 1 779 | 1 724 | 1 618 | 1 580 | 1 515 | 1 586 | 1 378 | 1 340 | 1 288 | 1 243 | 1 198 | 1 129 | 988 | 996 | 1 002 | 1 038 | 1 104 | 1 090 | 1 039 | 1 021 | 1 022 | 1 030 | 1 008 | 1 096 | 1 207 |
| Para los censos de 1962 a 1999 la población legal corresponde a la población sin duplicidades (Fuente: INSEE [Consultar]) |       |       |       |       |       |       |       |       |       |       |       |       |       |       |       |       |       |       |       |     |     |       |       |       |       |       |       |       |       |       |       |       |